# Халькостибіт
Халькостибіт (англ. chalcostibite; нім. Chalkostibit m) — стибієва сульфосіль міді координаційної будови.
Назва походить від халько… і грецьк. «стибі» — стибій (E.F.Glocker, 1847).
Синонім — блиск мідно-стибієвий, вольфсбергіт, гвехарит, гуейарит, розит.

## Опис
Хімічна формула: CuSbS2.
Містить (%): Cu — 25,64; Sb — 48,45; S — 25,91. Домішки: Pb, Fe, Zn.
Сингонія ромбічна. Ромбо-дипірамідальний вид. Форми виділення: тонкотаблитчасті, пластинчасті кристали, щільні, дрібнозернисті аґреґати, вкрапленість, суцільні маси. Спайність по (001) досконала, по (100) і (010) добра. Густина 4,8—5,0. Тв. 3—4. Колір свинцево-сірий до залізо-чорного, іноді строката гра кольорів. Риса чорна. Злом напівраковистий. Блиск металічний. Крихкий. Непрозорий. Анізотропний. Зустрічається в гідротермальних родовищах. Супутні мінерали: борніт, халькопірит, джемсоніт, стибніт, кварц. Рідкісний.

## Поширення
Знахідки: Вольфсберг, Гарц (ФРН), Марокко; Лутуні (Болівія), Малтан (Республіка Саха, РФ).